# Kroatische Sprache
Kroatisch (kroatisch hrvatski jezik) ist eine Standardvarietät aus dem südslawischen Zweig der slawischen Sprachen und basiert wie Bosnisch und Serbisch auf einem neuštokavischen Dialekt.
Einzelwissenschaften, welche sich insbesondere mit der kroatischen Sprache befassen, sind die Kroatistik (vereinzelt auch die Serbokroatistik) und die Slawistik. Mit dem EU-Beitritt Kroatiens am 1. Juli 2013 wurde die kroatische Sprache zur 24. Amtssprache der Europäischen Union.
Sowohl nach grammatikalischen Kriterien als auch im Vokabular und der Aussprache ist die kroatische Sprache der serbischen und bosnischen so ähnlich, dass sich Kroatischsprecher mühelos mit Sprechern des Bosnischen und Serbischen verständigen können (siehe auch: Unterschiede zwischen den serbokroatischen Standardvarietäten).

## Verbreitung und Dialekte

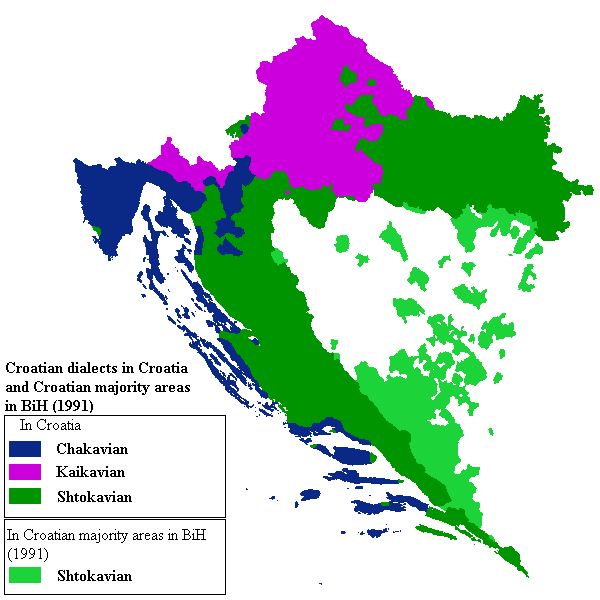
Verbreitung der Dialekte

Die kroatische Standardsprache basiert auf dem neuštokavischen Dialekt, bezieht aber auch Einflüsse aus den kajkavischen und čakavischen Dialekten mit ein. Das Kroatische wird mit dem um die Buchstaben Ć und Đ und einige mit Hatschek versehene Buchstaben ergänzten lateinischen Alphabet geschrieben.
Da die standardsprachlichen Unterschiede zwischen Kroatien, Serbien, Bosnien-Herzegowina und Montenegro geringer sind als zwischen Deutschland und Österreich und die gegenseitige Verständlichkeit zwischen der kroatischen, serbischen, bosnischen und montenegrinischen Standardvarietät höher ist als zwischen den Standardvarietäten des Englischen, Französischen, Deutschen oder Spanischen, vertreten viele Slawisten und Soziolinguisten vor allem außerhalb des ehemaligen Jugoslawiens die Meinung, diese könnten als Varietäten einer gemeinsamen plurizentrischen Sprache angesehen werden, die als Serbokroatisch bezeichnet wird.
Deutlich stärker vom Standardkroatischen unterscheiden sich das Burgenlandkroatische (dessen Standardvarietät vorwiegend auf dem Čakavischen basiert) und das Moliseslawische (das auf einen vor Jahrhunderten nach Italien gebrachten und in der Folge stark von den umgebenden italienischen Varietäten beeinflussten štokavischen Dialekt zurückgeht), die deshalb nicht als Varietäten des Kroatischen angesehen werden können.
Kroatisch wird von vermutlich etwa 7 Millionen Menschen gesprochen. In der Volkszählung von 2001 gaben in Kroatien 4.265.081 Menschen (96,12 % der Einwohner) das Kroatische als Muttersprache an. Darüber hinaus gibt es muttersprachliche Sprecher in Bosnien und Herzegowina und in der Vojvodina, unter kroatischen Zuwanderern aus jugoslawischer Zeit in Slowenien sowie in der kroatischen Diaspora, vor allem in Mitteleuropa (Deutschland, Österreich, Schweiz), Italien, Nordamerika (Vereinigte Staaten, Kanada), Südamerika (unter anderem Argentinien, Chile, Bolivien) sowie in Australien und Neuseeland.
Es ist die Amtssprache Kroatiens, eine (der drei) Amtssprachen in Bosnien und Herzegowina sowie eine der sechs offiziellen Minderheitensprachen in der Vojvodina in Serbien.
Die Dialekte des Kroatischen werden in drei Großgruppen eingeteilt, die nach der jeweiligen Form des Fragewortes was (ča, kaj, što) benannt sind:
- Kajkavisch (nördlich der Kupa und der oberen Save, Nordkroatien)
- Čakavisch (Istrien, nördlicher Küstenbereich der Gespanschaft Primorje-Gorski kotar sowie die nördlichsten Adriainseln (Krk, Cres, Rab, Lošinj), Küstengebiete Nord- und Mitteldalmatiens, der Norden der Lika sowie die meisten Inseln, österreichisches Burgenland)
- Štokavisch (Slawonien, Lika, südliches Dalmatien und Bosnien und Herzegowina)

Das Štokavische wird auch von den Bosniaken und der Mehrheit der Serben gesprochen und bildet die Grundlage der kroatischen und ebenso der bosnischen und serbischen Standardsprache.

## Alphabet und Aussprache

### Alphabet und Orthographie
Die Sprache wird mit dem lateinischen Alphabet mit einigen Sonderzeichen (durch Zugabe diakritischer Zeichen) geschrieben. Das kroatische Alphabet hat 30 Buchstaben:
| A | B  | C   | Č   | Ć   | D | DŽ | Đ  | E |
| F | G  | H   | I   | J   | K | L  | LJ | M |
| N | NJ | O   | P   | (Q) | R | S  | Š  | T |
| U | V  | (W) | (X) | (Y) | Z | Ž  |    |   |

| a | b  | c   | č   | ć   | d | dž | đ  | e |
| f | g  | h   | i   | j   | k | l  | lj | m |
| n | nj | o   | p   | (q) | r | s  | š  | t |
| u | v  | (w) | (x) | (y) | z | ž  |    |   |

| Buchstabe | HTML   |
| --------- | ------ |
| Č         | U+010C |
| č         | U+010D |
| Ć         | U+0106 |
| ć         | U+0107 |
| Đ         | U+0110 |
| đ         | U+0111 |
| Š         | U+0160 |
| š         | U+0161 |
| Ž         | U+017D |
| ž         | U+017E |

Die Buchstaben q, w, x und y kommen nur in Eigennamen fremdsprachiger Herkunft und manchmal in nicht integrierten Fremdwörtern vor. Bei Bedarf werden sie wie oben gezeigt in das Alphabet einsortiert. Die Digraphen dž, lj und nj werden in der alphabetischen Ordnung jeweils als ein einziger Buchstabe behandelt. Es gibt nur eine sehr geringe Anzahl von Wörtern, in denen diese Zeichengruppen zwei getrennte Laute bezeichnen und deshalb als zwei Buchstaben behandelt werden müssen (z. B. izvanjezični „außersprachlich, extralinguistisch“, wo zwischen izvan- „außer-“ und -jezični „sprachlich“ eine Morphemfuge liegt).
Die Orthographie des Kroatischen ist grundsätzlich phonematisch, das heißt, jedes Phonem wird durch genau eines der Grapheme des Alphabetes wiedergegeben. Regelmäßige Assimilationen im Wortinneren werden ebenfalls in den meisten Fällen orthographisch wiedergegeben, es gibt jedoch Ausnahmen. Neue Wörter fremder Herkunft werden bei ihrer Entlehnung ins Kroatische im Allgemeinen der kroatischen Orthographie angepasst, indem sie mit denjenigen kroatischen Graphemen gewissermaßen phonetisch transkribiert werden, die der Aussprache in der Ausgangssprache am ehesten entsprechen, z. B. englisch Design – kroatisch dizajn. Neue Lehnwörter aus Sprachen mit lateinischer Schrift treten jedoch manchmal auch in Originalschreibweise auf. Fremdsprachliche Eigennamen aus Sprachen mit lateinischer Schrift werden im Kroatischen – wie in den meisten europäischen Sprachen mit lateinischer Schrift – in der Originalschreibweise wiedergegeben, sofern nicht – wie oft bei bekannten geographischen Namen – eine eigene kroatische Namensform existiert; fremdsprachliche Eigennamen aus Sprachen, die andere als die lateinische Schrift verwenden, werden hingegen in der schon geschilderten Form transkribiert. Bei Nachnamen fremder Herkunft, die von kroatischen Namensträgern getragen werden, und ebenso bei einigen in jüngerer Zeit entlehnten Vornamen fremder Herkunft variiert die Schreibweise zwischen der Originalschreibung und einer phonetisch determinierten Adaptation, wobei die jeweilige individuelle Schreibweise des einzelnen normativ den Ausschlag gibt, z. B. Jennifer, aber manchmal auch Dženifer.
Die Sonderzeichen können in Auszeichnungssprachen mit Entitäten dargestellt werden.

### Segmentale Phoneme
| Buchstabe | Lautschrift | Beschreibung | Beispiel                              |
| --------- | ----------- | --- | ------------------------------------- |
| a         | /⁠a⁠/         | ungerundeter offener Vorderzungenvokal, wie deutsches a | - akademija „Akademie“                |
| b         | /⁠b⁠/         | stimmhafter bilabialer Plosiv, wie deutsches b | - broj „Zahl“                         |
| c         | /⁠ts⁠/        | stimmlose Affrikate, immer /ts/, wie dt. tz; z in Katze; Zucker | - cipela „Schuh“                      |
| č         | /⁠tʃ⁠/        | stimmlose Affrikate, wie dt. tsch in Matsch, tschüs; die Zunge wird an den Gaumen gedrückt | - čempres „Zypresse“                  |
| ć         | /tɕ/        | stimmlose Affrikate, theoretisch ähnlich wie tch in Brötchen oder tj bei tja; die Zunge wird in den vorderen Mundbereich gedrückt; bei einem großen Teil der Sprecher allerdings mit č /⁠tʃ⁠/ zu einem Phonem zusammengefallen | - kraljević „Prinz“                   |
| d         | /⁠d⁠/         | Stimmhafter alveolarer Plosiv, wie deutsches d | - daska „Brett“                       |
| dž        | /⁠dʒ⁠/        | stimmhafte Affrikate, stimmhafte Entsprechung zu č wie engl. j in John | - džep „Tasche“                       |
| đ         | /dʑ/        | stimmhafte Affrikate, sehr weiches dj; bei einem großen Teil der Sprecher allerdings mit dž /⁠dʒ⁠/ zu einem Phonem zusammengefallen                                                                                            | - đak „Schüler“                       |
| e         | /⁠ɛ⁠/         | ungerundeter halboffener Vorderzungenvokal, (im Vergleich zum Deutschen) immer offenes e | - meso „Fleisch“                      |
| f         | /⁠f⁠/         | stimmloser labiodentaler Frikativ, wie deutsches f | - fonetika „Phonetik“                 |
| g         | /⁠ɡ⁠/         | stimmhafter velarer Plosiv, wie deutsches g | - grad „Stadt“                        |
| h         | /⁠x⁠/         | stimmloser velarer Frikativ, recht schwache Friktion, wie dt. ch in ach, wird immer ausgesprochen | - himna „Hymne“ - Hrvatska „Kroatien“ |
| i         | /⁠i⁠/         | ungerundeter geschlossener Vorderzungenvokal, wie deutsches i | - igla „Nadel“                        |
| j         | /⁠j⁠/         | stimmhafter palataler Approximant, wie dt. j in Jagd | - jastreb „Habicht“                   |
| k         | /⁠k⁠/         | stimmloser velarer Plosiv, weniger aspiriert als im Deutschen | - koza „Ziege“                        |
| l         | /⁠l⁠/         | stimmhafter lateraler alveolarer Approximant, dumpfer (velarer) als im Deutschen | - magla „Nebel“                       |
| lj        | /⁠ʎ⁠/         | stimmhafter lateraler palataler Approximant, zu einem Laut verschmolzen, wie ital. gli in figlio | - kralj „König“                       |
| m         | /⁠m⁠/         | stimmhafter bilabialer Nasal, wie deutsches m | - molitva „Gebet“                     |
| n         | /⁠n⁠/         | stimmhafter alveolarer Nasal, wie deutsches n | - novine „Zeitung“                    |
| nj        | /⁠ɲ⁠/         | stimmhafter palataler Nasal, wie franz. oder ital. gn in Champagne oder Bologna; span. ñ in señor | - konj „Pferd“                        |
| o         | /⁠ɔ⁠/         | gerundeter halboffener Hinterzungenvokal, (im Vergleich zum Deutschen) immer offen, wie o in dt. Bob, Boxen, Tonne | - konoba „Weinschenke“                |
| p         | /⁠p⁠/         | stimmloser bilabialer Plosiv, weniger aspiriert als im Deutschen | - diploma „Diplom“                    |
| r         | /⁠r⁠/, /r̩/    | stimmhafter alveolarer Vibrant, Zungenspitzen-r (mit mehr Schlägen als das süddeutsche Zungen-r), kann auch als vokalisches (silbisches) R eine Silbe bilden und dabei lang oder kurz, betont oder unbetont sein.            | - mornar „Matrose“ - mrkva „Karotte“  |
| s         | /⁠s⁠/         | stimmloser alveolarer Frikativ, wie dt. ss in Klasse | - sol „Salz“                          |
| š         | /⁠ʃ⁠/         | stimmloser postalveolarer Frikativ, wie dt. sch in Schule | - šibica „Streichholz“                |
| t         | /⁠t⁠/         | stimmloser alveolarer Plosiv, weniger aspiriert als im Deutschen | - šator „Zelt“                        |
| u         | /⁠u⁠/         | gerundeter geschlossener Hinterzungenvokal, wie deutsches u | - kruna „Krone“                       |
| v         | /⁠ʋ⁠/         | stimmhafter labiodentaler Frikativ, wie dt. w in wild, nie stimmlos wie [⁠f⁠] | - voda „Wasser“                       |
| z         | /⁠z⁠/         | stimmhafter alveolarer Frikativ, wie in Deutschland s in Rose, z im englischen zero | - zakon „Gesetz“                      |
| ž         | /⁠ʒ⁠/         | stimmhafter postalveolarer Frikativ, wie frz. j in Journal, toujours | - žarulja „Glühbirne“                 |
| ije       | /iɛ/        | Diphthong; langer Doppellaut i-e | - brijeg „Hügel“                      |

Noch zu beachten:
- ck = c + k (nicht wie Hacke, sondern wie erzkatholisch)
- sh = s + h (nicht wie shoe im Englischen, sondern wie bisschen)
- sp = s + p (nicht wie speziell, sondern wie Raspel)
- st = s + t (nicht wie Stunde, sondern wie Wurst)
- eu = e + u (nicht wie Europa, sondern wie Museum)

#### Silbisches R
Durch den potentiell silbischen Charakter des „R“ im Kroatischen kann es auch zur Bildung von Wörtern ohne jegliche Vokale kommen. Beispiele dafür wären etwa: Krk /kr̩k/ (eine kroatische Insel), prst /pr̩st/ (deutsch „Finger“) oder krš /kr̩ʃ/ (deutsch „Karst“). In der Schrift werden das silbische und das nicht-silbische R gewöhnlich nicht unterschieden.

#### Der Diphthong /iɛ/
Der Diphthong /iɛ/, der etymologisch auf das so genannte „lange Jat“ zurückgeht, wird orthographisch durch den Trigraph ije repräsentiert. Prosodisch entspricht dieser Diphthong einem Langvokal. Seine Aussprache schwankt zwischen einem gleichmäßig auf beiden Bestandteilen betonten Diphthong [iɛ], einer Verbildung von unsilbischem i mit langem e [jɛː] und zweisilbigem [ijɛ]. Da sich die erste der genannten Aussprachen nicht auf die übrigen standardkroatischen Phoneme zurückführen lässt und zudem die Schwankung in der Aussprache in anderen Fällen, die phonematisch eindeutig /jɛː/ oder /ijɛ/ enthalten, nicht auftritt, wird dieser Diphthong in der heutigen kroatischen Sprachwissenschaft teilweise als selbständiges Phonem klassifiziert.
Das ije ist im Gegensatz zu den Digraphen dž, lj und nj nicht Teil des kroatischen Alphabets. Die Zeichenfolge ije kann auch für die Phonemfolgen /i j ɛ/ oder /i j ɛː/ stehen – in diesen Fällen wird sie nicht einsilbig, d. h. als Diphthong, sondern immer zweisilbig ausgesprochen. Beispiel: pijem mlijeko /pijɛm mliɛkɔ/ (Ich trinke Milch) (das erste Wort ist stets zweisilbig)

### Wortakzent
Kroatisch verfügt über einen melodischen Wortakzent (englisch pitch accent) und zählt damit zu den Tonsprachen. Dies bedeutet, dass die Tonhöhe der betonten Silbe und der Tonhöhenverlauf des Wortes eine Rolle spielen und auch zur Bedeutung eines Wortes beitragen. In der Standardsprache werden ein steigender und ein fallender Ton unterschieden.
Neben der Tonhöhe stellt auch die Länge des Silbenkerns ein phonologisches Merkmal dar. Durch die Kombination der beiden Merkmale Ton und Länge ergeben sich in der kroatischen Standardsprache vier verschiedene Typen von betonten Silben, die in sprachwissenschaftlichen Werken mit vier verschiedenen Diakritika bezeichnet werden, weshalb oft (ungenau) von „vier verschiedenen Akzenten“ gesprochen wird.
Die Akzentstelle im Kroatischen ist nicht allgemein festgelegt (anders als zum Beispiel im Tschechischen, wo grundsätzlich die erste Silbe eines Wortes akzentuiert wird, oder im Polnischen die vorletzte Silbe). Zur Kennzeichnung der Akzentstelle und der Akzentart in der Schrift werden in der Slawistik und der kroatischen linguistischen Literatur folgende Diakritika verwendet (am Beispiel des Vokals a):
| Kroatische Schreibweise | Lautschrift | Beschreibung            | Beispiel                                                         |
| ----------------------- | ----------- | ----------------------- | ---------------------------------------------------------------- |
| a                       | [a]         | unbetonter kurzer Vokal | - daljìna (Weite)                                                |
| ā                       | [aː]        | unbetonter langer Vokal | - dȍbrā (gut f) - polijétānje (Abflug)                           |
| à                       | [ǎ]         | kurz-steigender Akzent  | - dalmàtīnskī (dalmatinisch) - kàzalīšte (Theater)               |
| á                       | [ǎː]        | lang-steigender Akzent  | - budaláština (Unfug) - objelodániti (aufdecken) - sámo (allein) |
| ȁ                       | [â]         | kurz-fallender Akzent   | - sȁmo (nur) - slȁma (Stroh) - drȁga (Kleine Doline)             |
| ȃ                       | [âː]        | lang-fallender Akzent   | - grȃd (Stadt) - drȃgā (lieb f)                                  |

Anmerkung: Da im Kroatischen auch das /r̩/ einen silbischen Laut darstellt, kann der Wortakzent auch auf diesen Laut fallen. Dadurch können die oben angegebenen Akzentzeichen nicht nur auf den Vokalen, sondern auch auf dem Buchstaben r geschrieben werden.
Der Wortakzent in den unterschiedlichen Dialekten des Kroatischen unterscheidet sich teilweise sehr vom Akzentsystem der Standardsprache. Dadurch kommt es zu regionalen Unterschieden auch in der Realisierung der Standardsprache.

## Grammatik
Typologisch betrachtet ist das Kroatische ähnlich wie die meisten übrigen slawischen Sprachen eine flektierende Sprache mit deutlichen analytischen Elementen. Es nimmt dabei gemeinsam mit štokavischen Standardvarietäten eine Zwischenstellung ein zwischen den nördlichen slawischen Sprachen (Westslawisch, Ostslawisch und Slowenisch) einerseits, in denen der flektierende Charakter des Urslawischen im Bereich der Nominalflexion gut bewahrt ist, während die Verbalflexion zugunsten analytischer Konstruktionen stark abgebaut ist, und den ostsüdslawischen Sprachen (Bulgarisch und Mazedonisch) andererseits, in denen die Verbalflexion des Urslawischen zum großen Teil bewahrt ist, während die Nominalflexion zugunsten analytischer Strukturen abgebaut worden ist. Im Kroatischen sind die Kategorien sowohl der Nominalflexion als auch der Verbalflexion des Urslawischen in wesentlichen Teilen bewahrt, das Formensystem ist jedoch durch Abbau von Flexionsklassen und Zusammenfall von Formen stark vereinfacht worden, zudem sind manche der ererbten Kategorien nur noch in eingeschränktem Maße gebräuchlich und konkurrieren mit neueren analytischen Konstruktionen.
Die nominalen Wortarten (Substantive, Adjektive, Determinantien und Pronomina) flektieren im Kroatischen nach Numerus, Kasus und Genus. Kasus und Numerus sind dabei selbständige grammatische Kategorien, das Genus ist den Substantiven inhärent. Attribute kongruieren (von bestimmten Ausnahmen abgesehen) in Kasus, Numerus und Genus mit ihrem Beziehungswort. Bei einem Teil der Adjektive gibt es zudem Reste einer Flexion nach Definitheit.

### Numerus
Das Kroatische unterscheidet zwei Numeri, Singular und Plural. Zudem gibt es bei den Maskulina eine besondere Zählform, die nur nach den Zahlwörtern 2, 3 und 4 sowie dem Wort oba (beide) steht. Diese stimmt bei den Substantiven – nicht aber bei Adjektiven und Determinantien – formal mit dem Genitiv Singular überein und geht etymologisch auf den Dual zurück.

### Kasus
Das Kroatische unterscheidet sieben Fälle (Kasus): Nominativ, Genitiv, Dativ, Akkusativ, Lokativ, Instrumental und den (bei einer engeren, syntaktischen Definition des Begriffes freilich nicht zu den Kasus zählenden) Vokativ.
Nominativ, Akkusativ, Dativ, Genitiv und Instrumental dienen für sich allein zum Ausdruck von Satzgliedern, wobei wie in anderen slawischen (und allgemein in indogermanischen) Sprachen der Nominativ der Kasus des Subjektes, der Akkusativ derjenige des direkten Objektes und der Dativ derjenige des indirekten Objektes ist. Genitiv, Dativ, Akkusativ und Instrumental kommen außerdem nach Präpositionen vor, der Lokativ steht ausschließlich nach Präpositionen. Viele Präpositionen des Ortes regieren zwei verschiedene Kasus, zur Angabe einer festen Position im Raum je nach Präposition den Lokativ oder den Instrumental, zur Angabe einer Bewegung auf ein Ziel hin den Akkusativ. Der Genitiv wird auch als Attribut in possessiver oder allgemein zuordnender Bedeutung verwendet, konkurriert jedoch in dieser Verwendung mit von den Substantiven abgeleiteten Possessiv- und Beziehungsadjektiven.

### Genera
Das Kroatische unterscheidet drei Genera: Maskulinum, Femininum und Neutrum.

### Rektion der Zahlwörter
Beim einfachen Zählen (Kardinalzahlen) gilt für den zu zählenden Ausdruck:
- Nach 1 steht im Nominativ der Nominativ Singular, in den übrigen Kasus kongruieren das Zahlwort und der Ausdruck des Gezählten.
- Nach 2, 3, 4 steht im Nominativ und Akkusativ bei Feminina und Neutra der Nominativ/Akkusativ Plural, bei Maskulina eine besondere Zählform auf -a, die bei Substantiven mit dem Genitiv Singular übereinstimmt, bei Adjektiven und Determinantien jedoch nicht. In den obliquen Kasus können diese Zahlwörter fakultativ dekliniert werden und kongruieren dann mit dem Ausdruck des Gezählten im jeweiligen Kasus des Plurals, meist wird jedoch die Form des Nominativ/Akkusativ unverändert beibehalten.
- Nach 5 und größeren nicht zusammengesetzten Zahlen steht der Genitiv Plural. Diese Zahlen sind indeklinabel.
- Bei den zusammengesetzten Zahlwörtern ab 21 richtet sich der Ausdruck des Gezählten nach der letzten Zahl.

## Geschichte

### Mittelalter

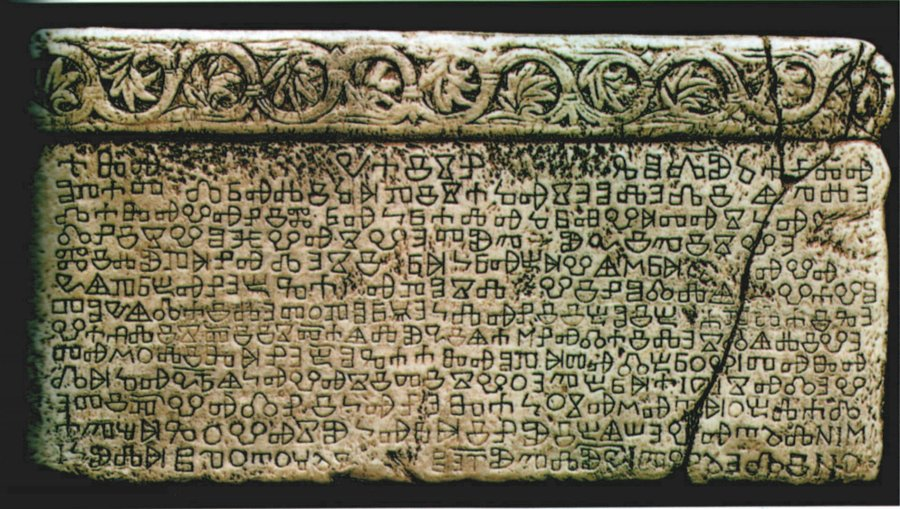
Bašćanska ploča (Tafel von Baška), gefunden auf der Insel Krk (Kroatien)

Eine kroatische Schriftsprache begann sich im 9. Jahrhundert parallel zur altkirchenslawischen Sprache, in der die Liturgie gehalten wurde, zunächst auf der Grundlage des Čakavischen zu entwickeln.
Eines der bedeutendsten Schriftzeugnisse aus dieser Zeit ist die Tafel von Baška aus der Zeit um das Jahr 1100. Diese in der romanischen St. Lucija-Kapelle nahe der Stadt Baška auf der Insel Krk entdeckte beschriftete Steinplatte trägt eine glagolitische Inschrift. Beschrieben wird die Stiftung der Kapelle durch den kroatischen König Dmitar Zvonimir.
Die mittelalterlichen kroatischen Texte sind in drei verschiedenen Schriften verfasst: ab Ende des 9. Jahrhunderts in der Glagoliza, ab dem 12. Jahrhundert in der Bosančica (einer früher in Teilen Kroatiens und in Bosnien üblichen Form der Kyrilliza) und ab der Hälfte des 14. Jahrhunderts in der lateinischen Schrift. Ab dem 16. Jahrhundert setzte sich immer mehr die lateinische Schrift durch.
Die ältesten Dokumente in kroatischer Sprache sind im čakavischen Dialekt verfasst, z. B. der Istarski Razvod (Istrisches Gesetzbuch) aus dem Jahr 1275 und der Vinodolski zakonik (Gesetzbuch von Vinodol), der 1288 verfasst wurde.
Das erste gänzlich im štokavischen Dialekt geschriebene Buch ist der Vatikanski hrvatski molitvenik (Vatikanisches kroatisches Gebetbuch), der in Dubrovnik um das Jahr 1400 entstand.
Das kroatisch-glagolitische Missale Misal kneza Novaka wurde im Jahr 1483 gedruckt und ist somit das erste gedruckte südslawische Buch überhaupt.

### Die Entwicklung der Hochsprache in der Renaissance und im Barock
Im Zeitalter der Renaissance wurden in Städten wie Split, Dubrovnik oder Zadar Schriftstücke in lokalen Dialekten verfasst. Die ersten Ansätze der Bildung einer Hochsprache schuf Faust Vrančić in seinem Wörterbuch Dictionarium quinque nobilissimarum Europae linguarum – Latinae, Italicae, Germanicae, Dalmati[c]ae et Ungaricae im Jahr 1595. Das erste die Grammatik vereinheitlichende Werk schuf Bartol Kašić: Institutionum linguae illyricae libri duo im Jahr 1604.
Der Jesuit Bartol Kašić übersetzte in den Jahren 1622–1636 die Bibel in die kroatische Sprache (in den štokavisch-ijekavischen Dialekt). Die Werke von Kašić hatten einen besonders großen Einfluss auf die Entwicklung der kroatischen Hochsprache.
Die bedeutendsten literarischen Vertreter des Barock sind Ivan Gundulić (1589–1638), Ivan Bunić und Junij Palmotić (1607–1657), die ihre Werke im in Dubrovnik gebräuchlichen ijekavisch-štokavischen Dialekt verfassten. Deren Sprache ist in ihren Grundlagen, ebenso wie die Sprache Kašićs, mit der heutigen kroatischen Standardsprache vergleichbar.

### Standardisierung im 19. Jahrhundert

#### Die Illyrische Bewegung

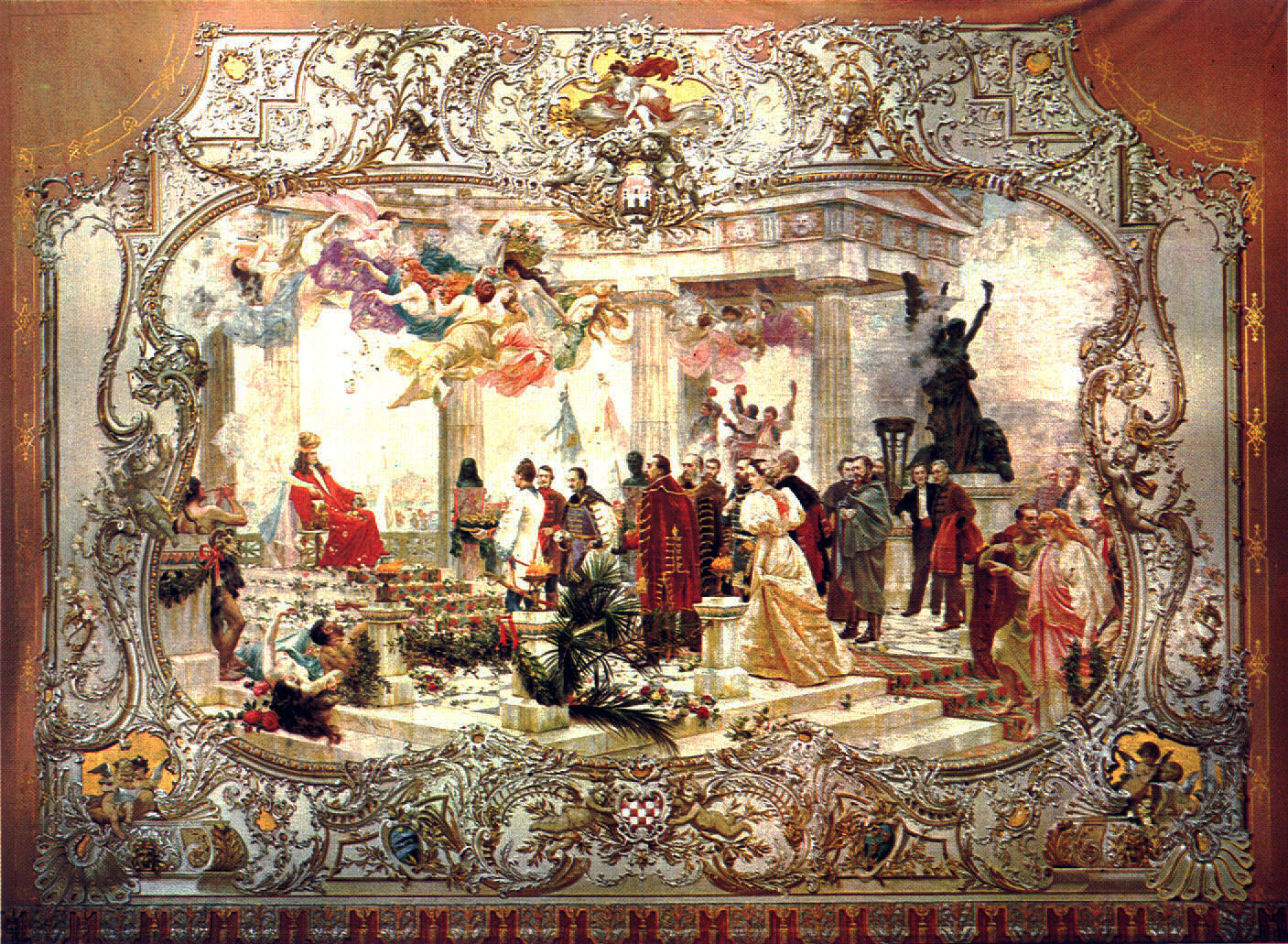
Vlaho Bukovac: Bildnis der kroatischen Renaissance (Zeit des Illyrismus). Vorhang im kroatischen Nationaltheater in Zagreb.

Nachdem sich vom 17. Jahrhundert bis in die 1830er Jahre im nördlichen Kroatien um Zagreb zunächst eine selbständige kajkavische Schriftsprache entwickelt hatte, wurde seit der Zeit der Illyrischen Bewegung (Illyrismus) unter Führung von Ljudevit Gaj (1809–1872) in den 1830er und 1840er Jahren auch hier das Štokavische zur Grundlage der Schriftsprache. Gleichzeitig legte Gaj die Grundlagen für die heutige kroatische Orthographie.
In seiner im Jahre 1830 veröffentlichten Broschüre Kratka osnova horvatsko-slavenskog pravopisanja poleg mudroljubneh, narodneh i prigospodarneh temelov i zrokov („Kurze Basis der kroatisch-slawischen Rechtschreibung auf philosophischen, nationalen und wirtschaftlichen Grundlagen“) schlug Gaj (zunächst noch auf Kajkavisch) vor, wie in der tschechischen Sprache die Buchstaben č, ž, š, ľ, und ň sowie analog dazu ǧ zu verwenden, so dass es für jeden Laut einen separaten Buchstaben gäbe; beim Übergang zum Štokavischen kamen ď, ě (für die Jat-Reflexe) und das aus dem Polnischen übernommene ć hinzu. Akzeptiert wurden č, ž, š, ć sowie ě, das sich allerdings nicht vollständig durchsetzen konnte und später wieder außer Gebrauch kam; für die anderen Laute wurden die Digraphen lj (statt ľ), nj (statt ň), dj oder gj (beide statt ď; heute đ) sowie dž (statt ǧ) eingeführt. Diese Zeichen traten an die Stelle der bis dahin in Kroatien verwendeten Buchstabenkombinationen, die sich teilweise an der ungarischen, teilweise an der italienischen Rechtschreibung orientiert hatten.
Die Illyristen strebten danach, auf der Grundlage des Štokavischen eine einheitliche Schriftsprache möglichst für alle Südslawen (anfangs auch einschließlich der Slowenen und der Bulgaren), die sie in Anknüpfung an eine seit der Renaissance bestehende Tradition als Illyrisch bezeichneten. Gaj und die Illyrische Bewegung stießen im kajkavisch sprechenden Zagreb bei der „Auswahl“ des štokavischen Dialektes zur Hochsprache auf nur wenig Widerstand, weil dies nach seinerzeit herrschender linguistischer Meinung lediglich eine Fortsetzung der sprachlichen Tradition aus Dubrovnik und Slawonien bedeutete. In der Frage des Jat-Reflexes, in dem sich die štokavischen Varietäten untereinander unterscheiden, wollten sich viele Illyristen nicht auf eine einzige Aussprache festlegen, sondern für ein einheitliches Graphem ě verschiedene Aussprachen zulassen. Generell wurde jedoch – vor allem nach dem Vorbild der traditionellen Schriftsprache Dubrovniks – die ijekavische Aussprache bevorzugt und manchmal auch direkt in der Schrift wiedergegeben, wobei dafür dann ie geschrieben wurde.
Ljudevit Gaj, der wohl wichtigste Vertreter des Illyrismus, gab seit 1835 eine Zeitung und vor allem die wöchentliche Literaturbeilage Danica (Morgenstern) heraus, die beide unter wechselnden Titeln erschienen. 1836 ging Gaj in diesen vom Kajkavischen der Region um Zagreb zum Štokavischen über. Im Jahr 1842 wurde der bedeutendste kroatische Kulturverein Matica ilirska (später Matica hrvatska) gegründet.
In der Revolution von 1848 wurde das Štokavisch-Ijekavische in der von den Illyristen geprägten Form erstmals als Amtssprache des de facto autonomen Kroatien-Slawonien verwendet. Dies war freilich nicht von langer Dauer, da schon zu Beginn der 1850er Jahre unter dem Neoabsolutismus Deutsch Amtssprache in der gesamten österreichisch-ungarischen Monarchie wurde.

#### Das Wiener Abkommen
Zur selben Zeit, als in Kroatien die illyrische Bewegung das Štokavische als allgemeine Literatur- und Amtssprache durchzusetzen begann, waren bei den Serben Vuk Karadžić und seine Anhänger bestrebt, das Kirchenslawische als Schriftsprache durch die štokavische Volkssprache zu ersetzen. Karadžić verwendete dabei überwiegend den heute als „Ostherzegowinisch“ bezeichneten štokavisch-ijekavischen Dialekt, wie er in der östlichen Herzegowina, im nördlichen Montenegro und im Südwesten Serbiens, woher er selbst stammte, gesprochen wird, und der eng mit dem Dialekt von Dubrovnik, der in Kroatien als Vorbild angesehen wurde, verwandt ist. Unter diesen Umständen kam es seit der Mitte des 19. Jahrhunderts zu einer Zusammenarbeit kroatischer und serbischer Linguisten bei der Normierung einer gemeinsamen Schriftsprache auf der Grundlage des štokavischen Dialektes.
Der erste förmliche Schritt zu einer gemeinsamen Kodifikation der Schriftsprache war das sogenannte Wiener Abkommen vom 28. März 1850. Auf einem von dem slowenischen Linguisten Franc Miklošič arrangierten Treffen von sieben serbischen und kroatischen Sprachwissenschaftlern und Schriftstellern (Vuk Karadžić, sein Mitarbeiter Đuro Daničić die kroatischen Illyristen Ivan Mažuranić, Dimitrija Demeter, Stjepan Pejaković, Ivan Kukuljević und Vinko Pacel) unterzeichneten alle acht Teilnehmer, die sich zur Mitarbeit an der von der österreichisch-ungarischen Regierung betriebenen Normierung der juridisch-politischen Terminologie in den Sprachen des Habsburgerreichs in Wien aufhielten, ein Positionspapier, in dem sie sich zu dem Ziel bekannten, „dass ein Volk ein Schrifttum haben muss“ („da jedan narod treba jednu književnost da ima“). Sie schlugen vor, dass das Štokavisch-ijekavische die Grundlage der gemeinsamen Schriftsprache der Serben und Kroaten sein solle und dass die Orthographien in lateinischer und kyrillischer Schrift so aneinander angepasst werden sollten, dass man direkt aus der einen in die andere transliterieren könne, und machten Vorschläge zur Vereinheitlichung einiger bisher in Kroatien und Serbien unterschiedlich gelöster Fragen der Standardisierung. Diese waren vor allem morphologischer und orthographischer Natur: Beispielsweise solle der Genitiv Plural der meisten Substantive auf -a enden, das h solle überall geschrieben werden, wo es etymologisch vorhanden sei (z. B. historija ‚Geschichte‘ statt istorija), und das silbische r solle ohne Begleitvokal geschrieben werden (z. B. prst ‚Finger‘ statt pàrst o. ä.). Mit der Standardisierung des Wortschatzes befasste sich das Abkommen nicht. Die juridisch-politische Terminologie wurde zwar in einem Band für das Slowenische, Kroatische und Serbische veröffentlicht, jedoch mit oft unterschiedlichen Entsprechungen, was unter anderem darauf zurückzuführen war, dass an der serbischen Fassung auch Gegner von Karadžić’ Sprachreform mitwirkten, die Wörter slawenoserbischer Herkunft mit aufnahmen.
Das Wiener Abkommen war eine informelle Absichtserklärung, der zunächst keine weiteren Schritte folgten. Tatsächlich hatte das „Abkommen“ zunächst keine unmittelbaren Folgen. Alle kroatischen und serbischen Teilnehmer hatten schon vorher das Štokavisch-Ijekavische verwendet, das seit der Revolution von 1848 in Kroatien bereits als Amtssprache verwendet wurde. Im Königreich Serbien und in der Vojvodina jedoch wurde das Ijekavische niemals offiziell eingeführt, da sich Karadžić und Daničić dort zwar mit ihren Vorstellungen einer auf der Volkssprache basierenden Schriftsprache schließlich durchsetzen konnten, man aber den dortigen štokavisch-ekavischen Dialekt als Grundlage beibehielt. Der größte Teil der orthographischen und morphologischen Empfehlungen des Abkommens wurde schließlich in Serbien Ende der 1860er und in Kroatien Anfang der 1890er Jahre zur offiziellen Norm.
Als Beleg für die angebliche Fruchtlosigkeit des „Wiener Abkommens“ wird heute oft angeführt, dass im „Abkommen“ kein Name für die angestrebte gemeinsame Sprache erwähnt wird. In Kroatien waren damals die Bezeichnungen Illyrisch (ilirski) und Kroatisch (horvatski, hrvatski) üblich, im serbischen Raum hingegen Serbisch (serbski, srpski). Jedoch sollte das Fehlen des Namens im Abkommen nicht überbewertet werden, denn die Unterzeichner Dimitrija Demeter und Božidar Petranović benutzen in ihren Vorwörtern zur 1853 fertiggestellten „Deutsch-kroatischen, serbischen und slovenischen Separat-Ausgabe“ der Juridisch-politischen Terminologie, in der auch das „Wiener Abkommen“ abgedruckt wurde, die Ausdrücke hrvatsko-srbsko narječje („kroato-serbische Mundart“), jugoslavenski jezik („jugoslawische Sprache“) sowie sogar срб-рватски народъ (srb-rvatski narod) („serbo-kroatisches Volk“). Im Reichs-Gesetz- und Regierungsblatt des Kaisertums Österreich wurden 1849 die „serbisch-illirische (zugleich croatische) Sprache mit lateinischen Lettern“ sowie die „serbisch-illirische Sprache mit serbischer Civil-Schrift“ als landesübliche Sprachen aufgeführt.

#### Zweite Hälfte des 19. Jahrhunderts
Die amtliche Schreibweise des Štokavischen in Kroatien, das dort zunächst in illyristischer Tradition meist als Illyrisch, seit Anfang der 1860er Jahre u. a. als kroatische oder serbische Sprache bezeichnet wurde, orientierte sich von den 1840er bis zu den 1880er Jahren überwiegend an den in den 1840er Jahren von den illyristischen Grammatikern kodifizierten Normen, die sich in einigen Punkten von den von Karadžić und Daničić verfochtenen unterschieden: Die Orthographie orientierte sich teilweise an morphologischen, nicht an phonologischen Kriterien (so wurde die Stimmtonassimilation nicht in der Schrift wiedergegeben), und der ijekavische Jat-Reflex wurde zunächst als ě, später als ie oder je, nicht hingegen als ije/je geschrieben. Auf dem Gebiet der Morphologie wurden im Plural der Nomina abweichende Flexionsendungen verwendet, die nur in wenigen Varietäten des Štokavischen vorkommen, jedoch im Kajkavischen allgemein üblich sind und den rekonstruierten urslawischen Formen näherstehen. Über die Details dieser Normierung kam es jedoch niemals zu einer allgemein akzeptierten Einigung, vielmehr standen sich in Kroatien in den meisten Fragen unterschiedliche auf die illyristische Tradition bezugnehmende Schulen gegenüber.
Vor allem unter dem Einfluss des an die Jugoslawische Akademie der Wissenschaften und Künste in Zagreb berufenen Đuro Daničić entwickelte sich parallel dazu die Schule der sogenannten „kroatischen Vukovianer“ (hrvatski vukovci), die eine streng phonologische Orthographie und eine Orientierung der Morphologie an den Formen des gesprochenen Štokavischen forderte, wie es in den Werken von Karadžić und Daničić verwirklicht war.
1867 begann die in Zagreb gegründete Jugoslawische Akademie der Wissenschaften und Künste die Herausgabe eines vielbändigen „Wörterbuchs der kroatischen oder serbischen Sprache“ (Rječnik hrvatskoga ili srpskog jezika), im Sinne einer südslawischen Annäherung, die von den Akademiegründern Franjo Rački, Josip Juraj Strossmayer und Vatroslav Jagić vertreten wurde. Zum Leiter des Projekts wurde der Sekretär der Akademie, der serbische Philologe und Slawist Đuro Daničić, ernannt.
Die Schule der „kroatischen Vukovianer“, deren wichtigste Vertreter der Grammatiker Tomislav Maretić und der Lexikograph Ivan Broz waren, konnte sich gegen Ende des 19. Jahrhunderts durchsetzen.
Als Ergebnis dieser konvergenten Normierungsprozesse kam es gegen Ende des 19. Jahrhunderts zu einer weitgehend einheitlichen morphologischen Norm der serbischen und/oder kroatischen Sprache und einer Vereinheitlichung der orthographischen Normen des kroatischen lateinischen und des serbischen kyrillischen Alphabetes, so dass diese seitdem direkt ineinander transliteriert werden können.
Beim Ausbau des Wortschatzes kam es hingegen zu keiner systematischen Zusammenarbeit. Das Wörterbuch der Jugoslawischen Akademie sammelte (ähnlich dem Deutschen Wörterbuch der Brüder Grimm) primär die Gesamtheit des literarisch überlieferten und des volkssprachlichen Wortschatzes, nicht modernes Fachvokabular, und wurde aufgrund seines großen Umfanges erst weit im 20. Jahrhundert fertiggestellt. Dies führte dazu, dass sich die Unterschiede zwischen der bei den Kroaten und der bei den Serben gebrauchten schriftsprachlichen Form des Štokavischen durch unterschiedliches Vorgehen bei der Bildung von Neologismen und der Übernahme von Fremdwörtern in diesem Zeitraum teilweise noch vergrößerten.

### Entwicklung des Kroatischen zur Zeit des jugoslawischen Staates
Das Königreich Jugoslawien (1918–1941) bezeichnete seine Amtssprache in beiden Verfassungen (von 1921 und 1931) als srpskohrvatskoslovenački jezik „serbokroatoslowenische Sprache“. Gesetze, Vorschriften und staatliche Verordnungen wurden überwiegend in der serbischen Variante des Serbokroatischen veröffentlicht.
In allen öffentlichen und staatlichen Bereichen (Verwaltung, Schulwesen, Militär) wurde die kroatische sprachliche Tradition nach Ansicht mancher kroatischer Linguisten unterbrochen.
Im während des Zweiten Weltkrieges existierenden Unabhängigen Staat Kroatien wurde 1941 die von einer Kommission erarbeitete etymologische Rechtschreibung gesetzlich verordnet, mittels derer eine stärkere Abgrenzung des Kroatischen gegenüber dem Serbischen erzielt werden sollte. Franjo Cipra und Adolf Bratoljub Klaić veröffentlichten 1944 mit Hrvatski pravopis (Kroatische Rechtschreibung) ein in dieser Rechtschreibung gehaltenes Wörterbuch.
Zu Beginn des zweiten, sozialistischen Jugoslawien wurde eine Gleichberechtigung aller südslawischen Sprachen eingeführt.
Die Gleichberechtigung der kroatischen, slowenischen, makedonischen und serbischen Sprache wurde gesetzlich verankert.
Im öffentlichen Leben z. B. bei der Eisenbahn, Post, staatl. Verwaltung, Tanjug (ehemalige jugoslawische Presseagentur) sowie Teilen der Presse überwogen dennoch Serbismen innerhalb des Serbokroatischen: Kroatische Wörter wie z. B. povijest (serbisch istorija, deutsch ‚Geschichte‘), zemljopis (serbisch geografija, deutsch ‚Geographie‘), tisuća (serbisch hiljada, deutsch ‚Tausend‘), siječanj (serbisch januar) usw. verschwanden nach und nach aus der Verwaltung.
Im (nicht bindenden) Abkommen von Novi Sad aus dem Jahr 1954 wurde beschlossen, dass die kroatische, serbische, montenegrinische und bosnische Sprache als eine plurizentrische Sprache zu betrachten seien. Dabei wurden zwei Aussprachemöglichkeiten anerkannt, die ijekavische und die ekavische Aussprache, außerdem wurde der Gebrauch unterschiedlicher Schriften gestattet, der lateinischen, wie auch der kyrillischen Schrift. Wegen der größeren linguistischen Unterschiede schloss diese Standardisierung die ebenfalls in Jugoslawien verbreitete slowenische und mazedonische Sprache nicht ein.
Dieses Abkommen war das Ergebnis eines Treffens, das die Redaktion des Jahrbuchs der Matica srpska zum Abschluss der Erhebung über die serbokroatische Sprache und Rechtschreibung einberufen hatte, und wurde gemeinsam von Matica srpska und Matica hrvatska veröffentlicht.
Im Frühjahr 1967 verstärkte sich der Widerstand einiger Intellektueller, Schriftsteller (u. a. Miroslav Krleža, Radoslav Katičić) und kultureller Organisationen gegen die, wie sie es empfanden, Degradierung der kroatischen Sprache innerhalb Kroatiens. Diese Bewegung wurde von der Kommunistischen Partei Jugoslawiens als „nationalistisch“ bezeichnet.
Nach dem „Kroatischen Frühling“ im Jahr 1974 wurde in Kroatien Kroatisch als Unterrichtsfach in den Schulen eingeführt.

### Entwicklung seit der Unabhängigkeit 1991
Nach der Unabhängigkeitserklärung 1991 wurde das Kroatische in Kroatien endgültig als eigenständige Sprache anerkannt. Der Begriff Serbokroatisch wird in Kroatien offiziell als Relikt aufgezwungener sprachlicher Vereinigungsbestrebungen bezeichnet. In Kroatien wird nicht nur auf dem Gebiet des Wortschatzes die Distanz zum Serbischen betont, sondern auch auf kulturelle und historische Unterschiede zwischen den einzelnen Sprachen hingewiesen. So wurde u. a. eine größere Zahl von Wörtern (Archaismen) aus der Zeit vor 1918 wieder in den offiziellen und normativen Sprachgebrauch eingeführt. Kroatische Sprachwissenschaftler weisen hierbei darauf hin, dass die natürliche Entwicklung der kroatischen Sprache zu Zeiten des Kommunismus oft unter dubiosen Sprachabkommen zu leiden gehabt habe und dass dadurch die Reichhaltigkeit des ursprünglichen Wortschatzes in Mitleidenschaft gezogen worden sei. Es gibt ebenfalls Bestrebungen, die Grammatik zu vereinfachen und Zweideutigkeiten aus dem Weg zu räumen.
Am 14. April 2005 wurde vom kroatischen Ministerium für Wissenschaft, Bildung und Sport der „Rat zur Normierung der kroatischen Standardsprache“ (Vijeće za normu hrvatskoga standardnog jezika) gegründet. Zum Vorsitzenden wurde Radoslav Katičić ernannt. Im Jahr 2012 schaffte das Ministerium den Rat wegen Nichtaktivität ab.
Anfang 2017 fand in Zagreb ein zweitägiges Arbeitstreffen mit Experten aus Kroatien, Montenegro, Serbien und Bosnien und Herzegowina statt, auf dem der Text der Deklaration zur gemeinsamen Sprache der Kroaten, Montenegriner, Serben und Bosniaken verfasst wurde. Der Deklarationstext hat mehr als zehntausend Unterschriften erhalten. Darin steht, dass in Kroatien, Serbien, Bosnien-Herzegowina und Montenegro eine gemeinsame polyzentrische Standardsprache verwendet wird, die aus mehreren Standardvarietäten besteht, wie zum Beispiel Deutsch, Englisch oder Spanisch.

## Wortschatz
Der Grundwortschatz des Standardkroatischen besteht ebenso wie derjenige der kroatischen Dialekte überwiegend aus Erbwörtern gemeinslawischer Herkunft. Auf dialektaler Ebene gibt es deutliche Unterschiede im Erbwortschatz zwischen den štokavischen, čakavischen und kajkavischen Varietäten, jedoch überwiegen insgesamt die Gemeinsamkeiten. Der Grundwortschatz des Standardkroatischen ist weitgehend štokavischer Herkunft.
Der Lehnwortschatz der kroatischen Dialekte unterscheidet sich regional stark: im Küstenraum gibt es viele Entlehnungen aus dem Dalmatischen und Italienischen, im nördlichen Landesinneren aus dem Ungarischen und Deutschen, in allen ehemals osmanischen Gebieten aus dem Türkischen.
Der Aufbauwortschatz des Standardkroatischen ist das Ergebnis eines kontinuierlichen Bestrebens, neue (Fach-)Begriffe fremdsprachiger, vor allem lateinischer Herkunft mit den Mitteln des Slawischen wiederzugeben. Dieses begann im Mittelalter im Kroatisch-Kirchenslawischen, setzte sich in der frühen Neuzeit in den regionalen Schriftsprachen und ihren Lexikographien fort und fand eine offizielle Kodifizierung in den maßgeblich am tschechischen Vorbild orientierten Werken des standardkroatischen Lexikographie des 19. Jahrhunderts. Ein großer Teil der im Laufe der Jahrhunderte geprägten Neologismen ist zwar wieder verschwunden oder von Anfang an nie über die Werke seiner Urheber hinausgelangt, ein anderer Teil ist jedoch zu einem festen Bestandteil der kroatischen Standardsprache geworden.
Im heutigen Standardkroatischen existieren infolgedessen häufig Doubletten von Internationalismen und einheimischen Neologismen, meist Lehnübersetzungen, wobei die Neologismen zumindest auf schriftsprachlicher und offizieller Ebene meist bevorzugt werden, z. B. međunarodno statt internacionalno (international), parallel računalo („Rechenmaschine“) und kompjuter.
Die Tendenz des Standardkroatischen zum lexikalischen Purismus zeigt sich nicht nur in der Bildung von Neologismen anstelle von Lehnwörtern, sondern auch in der Bewahrung von Erbwörtern, die anderswo verschwunden sind. Z. B. verwendet das Standardkroatische überwiegend slawischstämmige Monatsnamen in ihrer štokavischen Form und stimmt in dieser Hinsicht mit dem Tschechischen, Polnischen und Ukrainischen überein, die ebenso – von Sprache zu Sprache im Einzelnen variierende – slawische Monatsnamen verwenden. Im gesprochenen Kroatischen ist zudem die Form „erster, zweiter etc. Monat“ gebräuchlich. Die übrigen südslawischen Standardsprachen ebenso wie die Mehrzahl der europäischen Sprachen verwenden hingegen überwiegend oder ausschließlich die Monatsnamen lateinischer Herkunft.

### Lehnwörter
Im kroatischen Wortschatz treten Entlehnungen vor allem aus folgenden Sprachen auf:
- Aus dem Deutschen:[21] žemlja – Semmel/Wecken/Brötchen, pekar – Bäcker, šlager – Schlager, Gassenhauer, šminker – Schminker, Person die Wert auf das Aussehen legt, haubica – Haubitze, ceh – die Zeche, grob – Grab, logor – Lager, šupa  – Schuppen, cigla – Ziegelstein, gruntovnica – Grundbuchamt, vece – deutsche Aussprache des WC, kofer/kufer – Koffer,
  - Speziell aus der gemeinsamen Geschichte mit Österreich wurden Wörter aus dem österreichischen Deutsch entlehnt: šparet/šporet – Sparherd (Herd; ehemals mit Holz und Kohle beheizter Küchenofen), karfiol – Karfiol (Blumenkohl), krumpir – Grundbirne (Kartoffel), paradajz – Paradeiser (Tomate), sekirati – sekkieren (quälen), krampus – Krampus (Knecht Ruprecht), pusa – Bussi, pušl – Büschel.
  - Auch in der Umgangssprache finden sich noch viele Wörter wie forcimer – Vorzimmer, cajger – Zeiger, šravenciger/šarafciger – Schraubenzieher, šnajder – Schneider, kurcšlus – Kurzschluss, miščafl – (wortwörtl. Mistschaufel) Kehrgarnitur: kleiner Besen mit Schaufel, špajza – Speisekammer, flaša – Flasche, gmajna – was der Gemeinde gehört, cušpajz – Eintopf/Zuspeise, aftekat Aufdecken/den Tisch decken, escajg – Esszeug/Besteck, štrinfle – Strümpfe, vešmašina – Waschmaschine, štoplciger- Korkenzieher, pegla-Bügeleisen, gemišt- Weinschorle, vašpek – Waschbecken oder špalir, šparati und švercer.

Darüber hinaus gibt es die Lehnübersetzungen aus der deutschen Sprache. Ihre Bestandteile sind zwar kroatisch, die innere Sprachform ist jedoch wörtlich aus dem Deutschen übernommen: kolodvor – Bahnhof, istovremeno – gleichzeitig, redoslijed – Reihenfolge.
Weit verbreitet war das deutsche Sprachgut nicht nur auf dem Lande, wo der donauschwäbische Einfluss seine Spuren hinterlassen hatte, sondern auch und vor allem in der Zagreber Mittelschicht. Hauptmanov puršek klopfa tepihe u haustoru wurde im damaligen Zagreb gesprochen und verstanden. Der über die kroatischen Grenzen hinaus bekannte Schriftsteller Miroslav Krleža war einer der prominentesten Vertreter der kroatischen Mittelschicht, der sich dieser Mischsprache bediente, wenngleich er das Bürgertum damit teilweise lächerlich machen wollte. In seinem Roman Povratak Filipa Latinovicza, Zagreb 1947, schreibt er z. B. auf Seite 54: Krenuli su do Löwingera po vreču cementa i to plehnati škaf, oder auf Seite 59: u bijelom šlafreklu (‚im weißen Schlafrock‘).
- Aus dem Lateinischen: lekcija – Lektion, konzum – Verbrauch, kvaliteta – Qualität
- Aus dem Italienischen: pjaca – Markt, Piazza, semafor – Ampel, balun – Ballon, marenda – Brunch, spätes Frühstück, džir – Rundgang
- Aus dem Ungarischen: palačinke – Palatschinke (Pfannkuchen), tumač – Dolmetscher, cipela – Schuh, šator – Zelt, lopta – Ball (vgl. Einflüsse aus dem Ungarischen)
- Aus den Turksprachen: patlidžan – Aubergine, Melanzani, papuča – Pantoffel, pendžer – Fenster, jastuk – Kopfkissen, raja – Menschenmasse, juriš – Angriff, badava – gratis, dućan – Geschäft, đon – Sohle
- Aus dem Französischen: lavabo – Waschbecken, nobl – nobel, frižider – Kühlschrank, plaža – Strand, dosje – Akte, volan – Lenkrad, trotoar – Bürgersteig, kamion – Lastkraftwagen, Sida – französische Aussprache von AIDS, avion – Flugzeug, klošar – Obdachloser, plafon – Wanddecke
- Die jüngste Schicht der Lehnwörter bilden die international verbreiteten Anglizismen, die im Standardkroatischen ebenso wie in den meisten anderen europäischen Sprachen auftreten. Diese werden orthographisch und orthoepisch dem Kroatischen angepasst, bewahren aber ansonsten ihre Ursprungsform: kompjuter (< Computer), link, sajt (< Site), hotel, dizajn (< Design), seks (< Sex), šuze (<shoes), frend (<friend), filing (<feeling)...

## Sprachbeispiel
Allgemeine Erklärung der Menschenrechte, Artikel 1:

„Sva ljudska bića rađaju se slobodna i jednaka u dostojanstvu i pravima. Ona su obdarena razumom i sviješću i trebaju jedno prema drugome postupati u duhu bratstva [...]“

„Alle Menschen sind frei und gleich an Würde und Rechten geboren. Sie sind mit Vernunft und Gewissen begabt und sollen einander im Geist der Brüderlichkeit begegnen.“

### Grammatiken und Lehrbücher
- Višnja Barac-Kostrenčić: Učimo hrvatski. Školska knjiga, Zagreb 1999, ISBN 953-0-40011-X.
- Snježana Kordić: Kroatisch-Serbisch. Ein Lehrbuch für Fortgeschrittene mit Grammatik. 2. Auflage. Buske, Hamburg 2004, ISBN 3-87548-382-0, S. 196.
- Barbara Kunzmann-Müller: Grammatikhandbuch des Kroatischen unter Einschluss des Serbischen. Lang, Frankfurt a. M. / Berlin / Bern / Wien 2002, ISBN 3-631-39687-2.
- Nataša Lukić und Sascha Kern: Verbtabellen Kroatisch: Alle Verben mit links können. PONS GmbH, Stuttgart 2014, ISBN 978-3-12-561597-7.

### Einzelne grammatische Fragen
- Leopold Auburger: Verbmorphologie der kroatischen Standardsprache. Julius Groos Verlag, Heidelberg 1988, ISBN 3-87276-610-4.
- Alfred Holl; Ivan Suljic: Rückläufiges Wörterbuch zur kroatischen Verbalmorphologie. Aufbereitung mit Datenanalyseverfahren der Informatik (Data Mining) (Studia et exempla linguistica et philologica, Series V: Lexica, Tom. 6). Roderer, Regensburg 2010, ISBN 978-3-89783-696-9.
- Snježana Kordić: Pronomina im Antezendenten und Restriktivität/Nicht-Restriktivität von Relativsätzen im Kroatoserbischen und Deutschen. In: Adam Evgen’evič Suprun, Helmut Jachnow (Hrsg.): Slawisch-germanische Sprachparallelen. Slavjano-germanskie jazykovye paralleli (= Sovmestnyj issledovatel’skij sbornik slavistov universitetov v Minske i Bochume). Belorusskij gosudarstvennyj universitet, Minsk 1996, S. 163–189 (irb.hr [PDF; 2,4 MB; abgerufen am 18. November 2012]).

### Geschichte der Standardsprache und Soziolinguistik
- Snježana Kordić: Moderne Nationalbezeichnungen und Texte aus vergangenen Jahrhunderten. In: Zeitschrift für Balkanologie. Band 46, Nr. 1, 2010, ISSN 0044-2356, S. 35–43 (zeitschrift-fuer-balkanologie.de [abgerufen am 9. Juli 2012]).
- Snježana Kordić: Sprache und Nationalismus (= Rotulus Universitas). Durieux, Zagreb 2010, ISBN 978-953-188-311-5, S. 430, doi:10.2139/ssrn.3467646 (serbokroatisch, bib.irb.hr [PDF; 1,6 MB; abgerufen am 3. Februar 2011] Originaltitel: Jezik i nacionalizam.).
- Robert D. Greenberg: Language and Identity in the Balkans: Serbo-Croatian and its Disintegration. Oxford u. a. 2004, ISBN 0-19-925815-5.
- Daniel Blum: Sprache und Politik. Sprachpolitik und Sprachnationalismus in der Republik Indien und dem sozialistischen Jugoslawien (1945–1991) (= Beiträge zur Südasienforschung. Band 192). Ergon, Würzburg 2002, ISBN 3-89913-253-X, S. 200.
- Mario Grčević: Über die kroatischen Sprachveränderungen der 90er-Jahre zwischen Information, Desinformation und Sprachpolitik. Mannheim 14. August 2001 (ids-mannheim.de [PDF]).
- Milan Moguš: Die Geschichte der kroatischen Literatursprache. Übersetzt von Nicole Emmerich unter Mitarbeit von Mario Grčević. Globus, Zagreb 2001, ISBN 953-167-125-7.
- Dubravko Škiljan: From Croato-Serbian to Croatian: Croatian linguistic identity. In: Multilingua 19, 2000, S. 3–20.
- Leopold Auburger: Die kroatische Sprache und der Serbokroatismus. Hess, Ulm 1999, ISBN 3-87336-009-8.
- Miloš Okuka: Eine Sprache – viele Erben: Sprachpolitik als Nationalisierungsinstrument in Ex-Jugoslawien. Klagenfurt 1998, ISBN 3-85129-249-9.
- Mario Grčević: Die Entstehung der kroatischen Literatursprache. Böhlau, Köln/Weimar/Wien 1997, ISBN 3-412-16196-9.
- Radoslav Katičić: Undoing a “Unified Language”: Bosnian, Croatian, Serbian. In: Michael Clyne (Hrsg.): Undoing and Redoing Corpus Planning. Mouton de Gruyter, Berlin 1997, ISBN 3-11-012855-1, S. 165–191.
- Hans-Dieter Pohl: Serbokroatisch – Rückblick und Ausblick. In: Ingeborg Ohnheiser (Hrsg.): Wechselbeziehungen zwischen slawischen Sprachen, Literaturen und Kulturen in Vergangenheit und Gegenwart. Akten der Tagung aus Anlaß des 25-jährigen Bestehens des Instituts für Slawistik an der Universität Innsbruck (= Innsbrucker Beiträge zur Kulturwissenschaft, Slavica aenipontana. Band 4). Non Lieu, Innsbruck 1996, OCLC 243829127, S. 205–219.

### Sprachwissenschaft
- Monika Wingender: Kroatisch. (PDF; 322 kB) In: Wieser Enzyklopädie des Europäischen Ostens.
- Mario Grčević: Die Entstehung der kroatischen Literatursprache (PDF; 671 kB), 1997.
- Mario Grčević: Über die kroatischen Sprachveränderungen der 90er Jahre zwischen Information, Desinformation und Sprachpolitik (PDF; 209 kB).
- Snježana Kordić: Possessivitätsausdruck durch Relativpronomen im Kroatisch-Serbischen. In: Die Welt der Slaven. Band 40, Nr. 2, 1995, ISSN 0043-2520, S. 228–240 (irb.hr [PDF; 1,2 MB; abgerufen am 15. August 2010]).
- Snježana Kordić: Das verallgemeinernde „čovjek“ ‚man‘ im Kroatoserbischen. In: Bernhard Symanzik, Gerhard Birkfellner, Alfred Sproede (Hrsg.): Frau und Mann in Sprache, Literatur und Kultur des slavischen und baltischen Raumes (= Schriften zur Kulturwissenschaft. Band 45). Verlag Dr. Kovač, Hamburg 2002, ISBN 3-8300-0641-1, S. 165187 (irb.hr [PDF; 1,8 MB; abgerufen am 2. März 2013]).

### Institute
- National- und Universitätsbibliothek Zagreb
- Institut für Kroatische Sprache und Linguistik Zagreb (kroatisch)
- Universität Zagreb, Fachbereich Kroatistik (kroatisch)

### Wörterbücher und Sonstiges
- Deutsch-Kroatisch Wörterbuch mit Lernfunktionen und Grammatikteil
- Kroatisch Lernen Blog – Grammatik, Aussprache und Vokabular
- Deutsch-Kroatisches und Kroatisch-Deutsches Wörterbuch von Jurica Romić
- Kroatisch online lernen und kroatische Grammatik
- www.DrDicty.com – umfassendes Deutsch-Kroatisches Wörterbuch mit Redewendungen und Anwendungsbeispielen
- umfassende Linksammlung zum Kroatischen (englisch)
- Istarski rječnik, Wörterbuch der istrischen Ausdrücke (kroatisch)